# (965) Angelica
(965) Angelica ist ein Asteroid des Hauptgürtels, der am 4. November 1921 von dem deutschen Astronomen Johannes Franz Hartmann in La Plata am Observatorio Astronómico de La Plata entdeckt wurde.
Benannt wurde der Asteroid nach der Frau des Entdeckers Angelica Hartmann.